# フォーサイス・レーシング

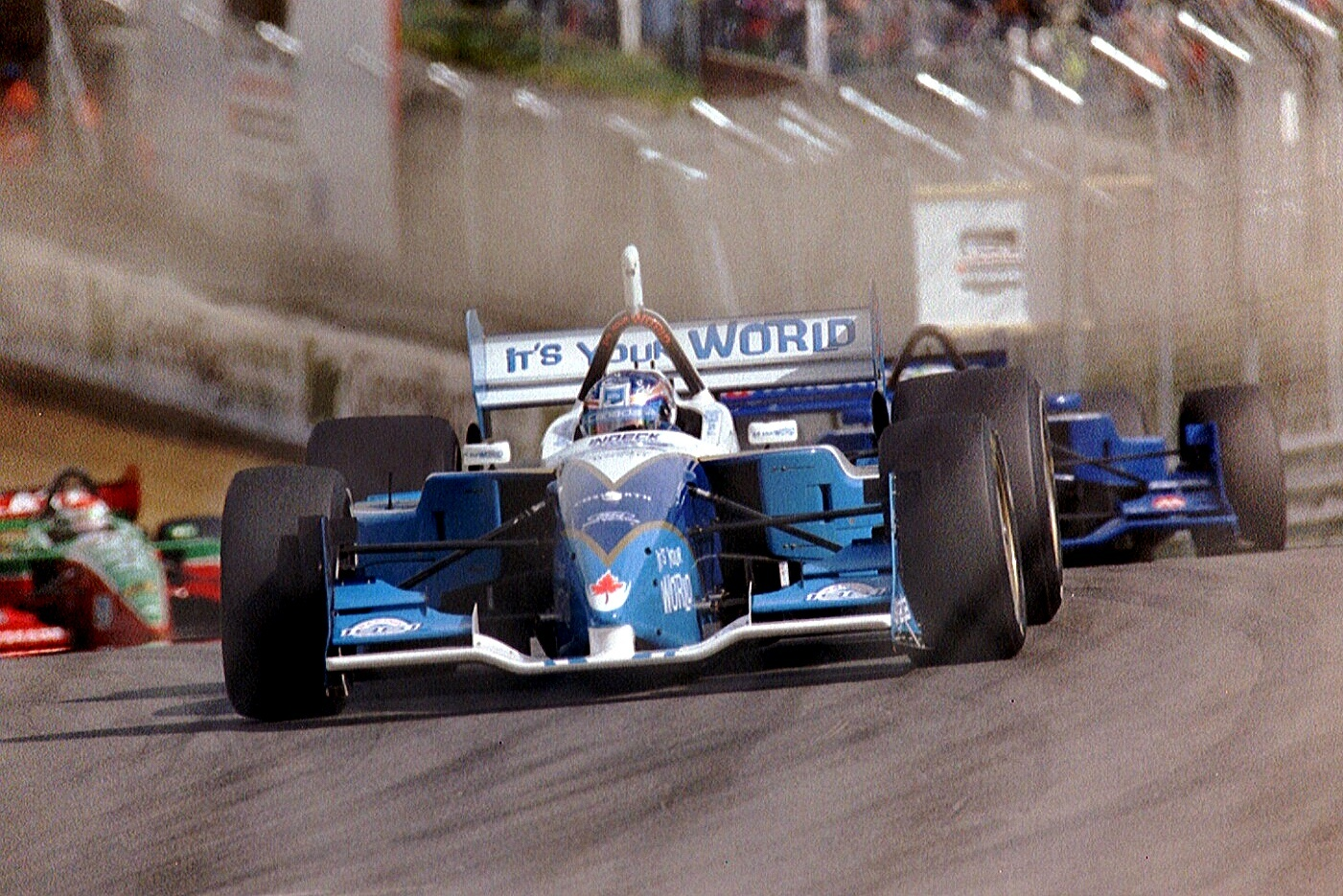
2003年のシリーズチャンピオンを獲得したポール・トレイシーの3号車、ブランズ・ハッチ(ローラ・B02/00)

フォーサイス・レーシング (Forsythe Racing) は、アメリカ合衆国のレーシングチーム。チームオーナーはジェラルド・フォーサイスとダン・ペティット。かつてチャンプカー・シリーズに参戦したが、2008年のIRLとの統合後に撤退した。

## 歴史
チームはフォーサイス・レーシングとして活動を始め、1983年から85年まで適度の成功を収めた。1983年はルーキードライバーのテオ・ファビが4勝を収め、インディ500ではポールポジションを獲得した。1994年にバリー・グリーンがチームに参画し、フォーサイス・グリーン・レーシング (Forsythe-Green Racing) と名称を改めたが、翌年グリーンはドライバーのジャック・ヴィルヌーヴと共にチーム・グリーンを立ち上げシリーズに参戦した。フォーサイス・レーシングは1995年にグレッグ・ムーアと契約、ムーアは続く5シーズンを戦った。1シーズンはインディ・ライツ・シリーズで、12戦の内10勝を挙げ、4シーズンはCARTであった。ムーアは1999年シーズンに事故死したが、それまでに5勝を挙げ、1998年はシーズン5位の成績を挙げた。
1998年、チームは態勢を拡大し、オールカナダチームとしてパトリック・カーペンティアを加えた。カーペンティアは2004年までフォーサイスで参戦し、5勝を挙げた。2003年にベテランのポール・トレーシーがアレックス・タグリアーニに代わって加入する。トレーシーは7勝を挙げ、CART最終年にチームにタイトルをもたらした。2006年、マリオ・ドミンゲスがカーペンティアに代わって加入したがシーズン途中で解雇され、A.J.アルメンディンガーが加入した。アルメンディンガーは参加緒戦で3連勝を挙げ、自らの初勝利を達成した。アルメンディンガーはその成績にもかかわらず、翌シーズンの契約を合意できず、シーズン途中で2007年はレッドブルのNASCARチームに加入することを発表、フォーサイスは彼を解雇し代わってバディ・ライスを起用した。2007年3月30日、フォーサイスはドミンゲスの復帰を発表したが、第4戦のポートランド戦から彼に代わってオリオール・セルビアが加入した。2008年シーズンは元ルースポートのオーナーであったダン・ペティットと共にチームを統合、フォーサイス・ペティット・レーシング (Forsythe/Pettit Racing) として2台態勢で参戦する予定であったが、CARTのIRLの統合により、チームはインディカー・シリーズへの参戦を取りやめた。チームはアトランティック・チャンピオンシップに参戦し、ロングビーチでは3台のパノスDP01を走らせた。
2008年7月15日、フォーサイス・レーシングはインディ・ライツ・シリーズへの2009年の復帰を発表した。加えてチームマネージャーのケン・スウィックによるとインディカー・シリーズおよびアメリカン・ル・マン・シリーズへの参戦も近いというコメントも行われたが、その後は各シリーズへの参戦に関する発表は行われていない。

## 所属ドライバー
- ヘクトール・レバーク（1982年）
- ダニー・サリバン（1982年）
- アル・アンサー・ジュニア（1982年）
- テオ・ファビ（1983年 - 1984年, 1995年）
- コラード・ファビ（1984年）
- ケヴィン・コーガン（1984年）
- ハウディ・ホームズ（英語版）（1985年）
- ヤン・ラマース（1985年）
- ジョン・ポール・ジュニア（1985年）
- ジャック・ヴィルヌーヴ（1994年）
- グレッグ・ムーア（1996年 - 1999年）
- パトリック・カーペンティア（1998年 - 2004年）
- トニー・カナーン（1999年）
- ミーモ・ギドリー（英語版）（2000年）
- ブライアン・ハータ（2000年 - 2001年）
- アレックス・タグリアーニ（2000年 - 2002年）
- ポール・トレーシー（2003年 - 2008年）
- ロドルフォ・ラヴィン（英語版）（2004年）
- マリオ・ドミンゲス（2005年 - 2007年）
- デヴィッド・マルチネス（英語版）（2006年 - 2008年）
- A.J.アルメンディンガー（2006年）
- バディ・ライス（2006年）
- オリオール・セルビア（2007年）
- フランク・モンタニー（2008年）

## カラーリング
各年のフォーサイス・レーシング
- 1985年、#33 ハウディ・ホームズ、第69回インディアナポリス500（英語版）参戦車(ローラ・T900)
- 1994年(参考)
(写真は前年とほぼ同じカラーリングでチーム・グリーンより出走し、第79回インディアナポリス500（英語版）に優勝したジャック・ヴィルヌーブのレイナード・95I)
- 1996年、#99 グレッグ・ムーア、ミッドオハイオ・スポーツカーコース(レイナード・96I)
- 2001年、#77 ブライアン・ハータ、ロッキンガム・モーター・スピードウェイ（英語版）(レイナード・01I)
- 2002年、#33 アレックス・タグリアーニ、ロッキンガム・モーター・スピードウェイ(レイナード・02I)
- 2003年、#32 パトリック・カーペンティア、ブランズ・ハッチ(ローラ・B02/00)
- 2006年、#3 ポール・トレイシー、エドモントン市中央空港特設コース(ローラ・B02/00)
- 2007年、#3 ポール・トレイシー、ラグナ・セカオープンテスト(パノス・DP01)
- 2008年、チャンプカー最後のレース（英語版）に出走する#3 ポール・トレイシー、ロングビーチ市街地コース(パノス・DP01)

## 参照
1. ↑  Malsher, David. Pettit joins Forsythe as RuSPORT close, autosport.com, November 26, 2007
2. ↑  Racer Staff, Forsythe Championship Racing Ceases Operations, SpeedTV.com/Racer Magazine, February 28, 2008
3. ↑  Phillips, David. Forsythe plan IRL and ALMS for '09, Autosport.com, July 19, 2008